# Eilema gilveola
Eilema gilveola là một loài bướm đêm thuộc phân họ Arctiinae, họ Erebidae.